# Jimmy Allen (futbolista)
James Phillips «Jimmy» Allen (16 de octubre de 1909 - 5 de febrero de 1995) fue un futbolista y mánager inglés que jugó y entrenó en la Football League. Formó parte del Portsmouth, donde jugó 132 partidos y anotó un gol, y en el Aston Villa, donde disputó 250 encuentros de liga. Hizo dos apariciones como internacional, con la selección de fútbol de Inglaterra.
Después de la Segunda Guerra Mundial, Allen se convirtió en mánager del Colchester United, y lideró la Southern Football League de 1950.

## Primeros años
Nacido en Poole, Allen era el más joven de trece hijos; sus padres eran Samuel y Fanny Allen. Asistió a la escuela de Santa María en Longfleet, y jugaba  para el equipo de la escuela.

## Carrera internacional
Allen hizo su debut internacional para Inglaterra a los 23 años, en la victoria 3:0 sobre Irlanda del Norte en Windsor Park, Belfast, el 14 de octubre de 1933. En su segunda y última aparición, Inglaterra fue derrotada 2:1 ante Gales el 15 de noviembre de 1933, en St James' Park, Newcastle upon Tyne.

## Carrera directiva
Después de retirarse como futbolista, Allen se convirtió en un directivo deportivo y de bienestar para una compañía de Birmingham, pero en 1948 tuvo la oportunidad de gestionar el Colchester United. Tuvo la oportunidad de disputar dos finales de la Southern League Cup de 1947-48; en la primera terminó subcampeón y en la segunda fue derrotado ante Yeovil Town. El equipo de Allen terminó subcampeón de la Southern League en temporada siguiente, y finalmente encontró el éxito en la League Cup, después de una victoria global sobre Bath City. El 3 de junio de 1950, el Colchester fue elegido para conformar la Liga de fútbol por primera vez en su historia bajo la dirección de Allen.

## Estadística como entrenador
| Equipo            | Desde              | Hasta             | Rendimiento | Rendimiento | Rendimiento | Rendimiento | Rendimiento |
| Equipo            | Desde              | Hasta             | PJ          | PG          | PE          | PP          | %           |
| ----------------- | ------------------ | ----------------- | ----------- | ----------- | ----------- | ----------- | ----------- |
| Colchester United | 1 de julio de 1948 | 2 de mayo de 1953 | 249         | 108         | 59          | 82          | 43,37       |
| Fuente.           |                    |                   |             |             |             |             |             |

## Vida posterior
Después de su salida del Colchester, Allen se retiró del deporte. Compró un terreno en Southsea donde se dedicó a regentar un pub. Murió el 5 de febrero de 1995, a los 85 años.

## Honores

### Como jugador
- 1933–34: subcampeón de la FA Cup con el Portsmouth.[5]
- 1937–38: Campeón de la Football League Second Division con el Aston Villa.[5]

### Como entrenador del Colchester United
- 1947–48: Subcampeón de la Southern Football League[5][8]
- 1948–49: Subcampeón de la Southern Football League[5][8]
- 1949–50: Campeón de la Southern Football League[5][8]